# Lucille Fletcher
Violet Lucille Fletcher (28 de marzo de 1912 - 31 de agosto de 2000) fue una guionista estadounidense de cine, radio y televisión. Sus créditos incluyen The Hitch-Hiker, una obra de radio original escrita para Orson Welles y adaptada para un episodio notable de la serie de televisión The Twilight Zone. Lucille Fletcher también escribió Sorry, Wrong Number, una de las obras de teatro más célebres en la historia de la radio estadounidense, que adaptó y amplió para el clásico del cine negro de 1948 del mismo nombre. Casada con el compositor Bernard Herrmann en 1939, escribió el libreto de su ópera Cumbres Borrascosas, que él comenzó en 1943 y terminó, tras su divorcio, en 1951.

## Biografía
Violet Lucille Fletcher nació el 28 de marzo de 1912 en Brooklyn, Nueva York. Sus padres fueron Matthew Emerson Fletcher, un dibujante marino de Standard Ship Company (una subsidiaria de Standard Oil Company de Nueva Jersey) y Violet (Anderson) Fletcher.
Después de asistir a la Escuela Pública 164 y la Escuela de Capacitación Maxwell, Fletcher fue a la Escuela Secundaria Bay Ridge y se convirtió en presidente de la sociedad de honor Arista y editor de la revista escolar. A los 17 años fue declarada oradora estudiante campeona en la competencia regional del Concurso Nacional de Oratoria sobre la constitución de los Estados Unidos, patrocinado por The New York Times en The Town Hall el 17 de mayo de 1929. Fletcher, la única finalista femenina en la zona de Nueva York, recibió un viaje con todos los gastos pagados a Sudamérica, una medalla de oro, un premio en efectivo de $1,000 y la oportunidad de competir por el campeonato nacional, donde ocupó el tercer lugar en la competencia el 25 de mayo de 1929, juzgada por cinco jueces de la Corte Suprema de los Estados Unidos, con un discurso titulado "La constitución: una garantía de la libertad personal del individuo".
Fletcher asistió al Vassar College, donde obtuvo una licenciatura en artes con honores en 1933.

### Carrera profesional
De 1934 a 1939, Lucille Fletcher trabajó como bibliotecaria musical, secretaria de derechos de autor y escritora publicitaria en CBS. Allí conoció a su futuro marido, el compositor Bernard Herrmann, que dirigía la orquesta de la CBS. La pareja salieron juntos durante cinco años, pero el matrimonio se retrasó debido a las objeciones de sus padres. Finalmente se casaron el 2 de octubre de 1939.
El primer éxito de Fletcher se produjo cuando Norman Corwin adaptó para la radio uno de sus artículos de revista, "My Client Curley". Transmitido en el Columbia Workshop el 7 de marzo de 1940, luego fue adaptado para la película de Cary Grant de 1944, Once Upon a Time.
Herrmann escribió la partitura para el debut en la radio del 17 de noviembre de 1941 de la famosa historia de Fletcher, The Hitch-Hiker on The Orson Welles Show.
El mayor éxito de Fletcher, Sorry, Wrong Number, se estrenó el 25 de mayo de 1943, como episodio de la serie radiofónica Suspense. Agnes Moorehead asumió el papel en la primera transmisión y nuevamente en varias producciones de radio posteriores. Fue transmitido a nivel nacional siete veces entre 1943 y 1948. La hija de Fletcher, Dorothy Herrmann, le dijo a The New York Times que a Fletcher se le ocurrió la idea de Sorry, Wrong Number cuando estaba comprando comida para su hijo enfermo en un supermercado local en el East Side de Manhattan, y una mujer bien vestida y de modales desagradables se negó a permitirle Fletcher ir delante de ella en la fila. Herrmann describió el drama como un "acto de venganza".
Barbara Stanwyck protagonizó la versión cinematográfica de 1948 de Sorry, Wrong Number. Una versión de 1959 producida para la serie de radio de CBS Suspense recibió un premio Edgar de 1960 a la mejor radionovela. Dos óperas se basaron en la obra, que Orson Welles llamó "el mejor guión de radio jamás escrito".
Fletcher adaptó la primera parte de la novela Cumbres Borrascosas de Emily Brontë en un libreto para la ópera del mismo nombre de Bernard Herrmann, concebida en 1943. Completó la ópera en junio de 1951, momento en el que ya se habían divorciado. Fletcher dijo que la ópera era "quizás la más cercana a su talento y corazón". La obra nunca se llevó al escenario durante la vida de Herrmann.
Fletcher fue entrevistada en el documental de 1992 Music for the Movies: Bernard Herrmann, que fue nominado a un premio de la Academia.

### Vida personal
Lucille Fletcher y Bernard Herrmann tuvieron dos hijas, Wendy y Dorothy. La pareja se divorció en 1948, por la aventura de él con su prima Kathy Lucille (Lucy) Anderson. Anderson y Herrmann se casaron al año siguiente.
Fletcher se casó con Douglass Wallop, un escritor, el 6 de enero de 1949. Permanecieron casados hasta su muerte en 1985.
Lucille Fletcher murió el 31 de agosto de 2000, después de sufrir un derrame cerebral.

## Obras

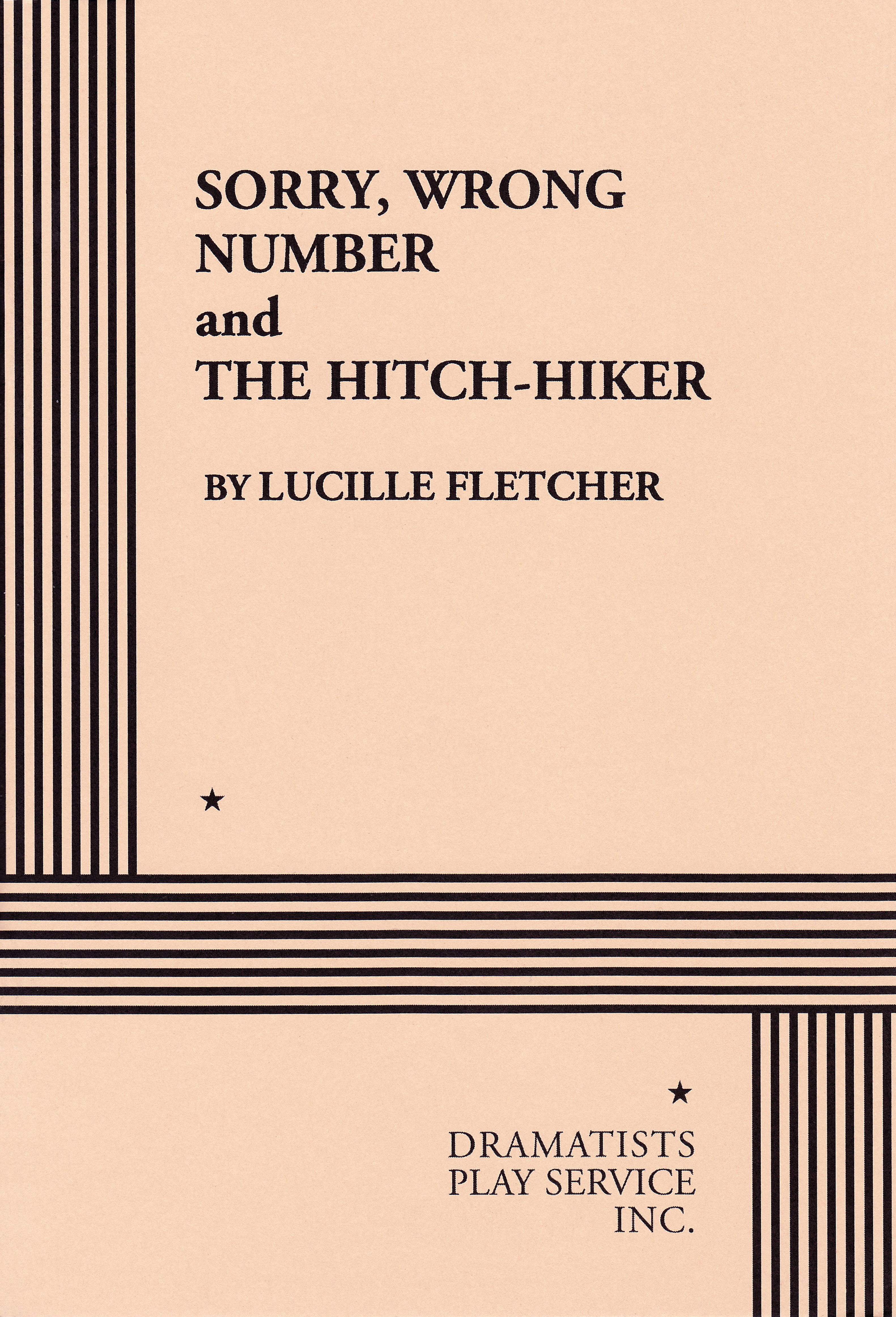
Sorry, Wrong Number y The Hitch-Hiker, publicados por primera vez por Dramatists Play Service en 1952

### Obras de radio
- My Client Curly. WHP-CBS, March 7, 1940
- The Man with the One Track Mind. Columbia Workshop, June 30, 1940.[13]
- Carmilla. Columbia Workshop, July 28, 1940.[13]
- Alf, The All-American Fly. Columbia Workshop, September 1, 1940.[13]
- The Hitch-Hiker. The Orson Welles Show, November 17, 1941.[14]: 367
- Someone Else. Columbia Workshop, July 20, 1942.[13]
- Remodeled Brownstone. Columbia Workshop, October 19, 1942.[13]
- Gremlins. Ceiling Unlimited, December 21, 1942.[14]: 375
- The Diary of Saphronia Winters. Suspense, April 27, 1943.[15]
- Sorry, Wrong Number. Suspense, May 25, 1943.[15]
- Fugue in C Minor. Suspense, June 1, 1944.[15]
- The Search for Henri Le Fevre. Suspense, July 6, 1944.[15]
- Night Man. Suspense, October 26, 1944.[15]
- The Furnished Floor. Suspense, September 13, 1945.[15]
- Dark Journey. Suspense, April 25, 1946.[15]
- The Thing in the Window. Suspense, December 19, 1946.[15]
- Bela Boczniak's Bad Dreams. The Clock, April 25, 1948.[16][17]

### Novelas
- Sorry, Wrong Number: A Novelization, with Allan Ullman. New York: Random House, 1948. OCLC 2312888
- Night Man, with Allan Ullman. New York: Random House, 1951. OCLC 1387009
- The Daughters of Jasper Clay. New York: Holt, 1958.  OCLC 1442341
- Blindfold. New York: Random House, 1960. OCLC 1807238
- And Presumed Dead. New York: Random House, 1963. OCLC 1439426
- The Strange Blue Yawl. New York: Random House, 1964. OCLC 1416360
- The Girl in Cabin B54. New York: Random House, 1968. ISBN 9780340108086
- Night Watch. New York: Random House, 1972. ISBN 9780394482583
- Eighty Dollars to Stamford. New York: Random House, 1975. ISBN 9780394475448
- Mirror Image. New York: W. Morrow and Co, 1988. ISBN 9780688077495

### Obras de teatro
- Sorry, Wrong Number, and The Hitch-Hiker; Plays in One Act. [New York]: Dramatists Play Service, 1952. ISBN 978-0-8222-1059-7
- Night Watch; A Play of Suspense in Two Acts. [New York]: Dramatists Play Service, 1972. ISBN 9780822208266

### Libretos
- Wuthering Heights; Opera in 4 Acts and a Prologue, with Bernard Herrmann. London: Novello, 1965. OCLC 13572509

## Premios
Sorry, Wrong Number recibió el premio Edgar Allan Poe de Mystery Writers of America.